# Rosny Smarth
Rosny Smarth (Cavaellon, 19 de outubro de 1940 – 15 de janeiro de 2025) foi o primeiro-ministro do Haiti durante um breve instante, de 27 de fevereiro de 1996 até 9 de junho de 1997. Ele renunciou ao cargo antes de um sucessor ser encontrado, deixando o cargo vago por quase dois anos. Seu partido político foi a Organização do Povo em Luta – OPL.
Smarth morreu no dia 15 de janeiro de 2025, aos 84 anos.